# Comuni d'Italia (Z)
Questa pagina contiene l'elenco dei comuni italiani il cui nome inizia con la lettera Z.
Per ogni comune vengono indicate la provincia e la regione di appartenenza.
| Comune             | Provincia     | Regione               |
| ------------------ | ------------- | --------------------- |
| Zaccanopoli        | Vibo Valentia | Calabria              |
| Zafferana Etnea    | Catania       | Sicilia               |
| Zagarise           | Catanzaro     | Calabria              |
| Zagarolo           | Roma          | Lazio                 |
| Zambrone           | Vibo Valentia | Calabria              |
| Zandobbio          | Bergamo       | Lombardia             |
| Zanè               | Vicenza       | Veneto                |
| Zanica             | Bergamo       | Lombardia             |
| Zapponeta          | Foggia        | Puglia                |
| Zavattarello       | Pavia         | Lombardia             |
| Zeccone            | Pavia         | Lombardia             |
| Zeddiani           | Oristano      | Sardegna              |
| Zelbio             | Como          | Lombardia             |
| Zelo Buon Persico  | Lodi          | Lombardia             |
| Zeme               | Pavia         | Lombardia             |
| Zenevredo          | Pavia         | Lombardia             |
| Zenson di Piave    | Treviso       | Veneto                |
| Zerba              | Piacenza      | Emilia-Romagna        |
| Zerbo              | Pavia         | Lombardia             |
| Zerbolò            | Pavia         | Lombardia             |
| Zerfaliu           | Oristano      | Sardegna              |
| Zeri               | Massa-Carrara | Toscana               |
| Zermeghedo         | Vicenza       | Veneto                |
| Zero Branco        | Treviso       | Veneto                |
| Zevio              | Verona        | Veneto                |
| Ziano di Fiemme    | Trento        | Trentino-Alto Adige   |
| Ziano Piacentino   | Piacenza      | Emilia-Romagna        |
| Zibido San Giacomo | Milano        | Lombardia             |
| Zignago            | Spezia        | Liguria               |
| Zimella            | Verona        | Veneto                |
| Zimone             | Biella        | Piemonte              |
| Zinasco            | Pavia         | Lombardia             |
| Zoagli             | Genova        | Liguria               |
| Zocca              | Modena        | Emilia-Romagna        |
| Zogno              | Bergamo       | Lombardia             |
| Zola Predosa       | Bologna       | Emilia-Romagna        |
| Zollino            | Lecce         | Puglia                |
| Zone               | Brescia       | Lombardia             |
| Zoppè di Cadore    | Belluno       | Veneto                |
| Zoppola            | Pordenone     | Friuli-Venezia Giulia |
| Zovencedo          | Vicenza       | Veneto                |
| Zubiena            | Biella        | Piemonte              |
| Zuccarello         | Savona        | Liguria               |
| Zugliano           | Vicenza       | Veneto                |
| Zuglio             | Udine         | Friuli-Venezia Giulia |
| Zumaglia           | Biella        | Piemonte              |
| Zumpano            | Cosenza       | Calabria              |
| Zungoli            | Avellino      | Campania              |
| Zungri             | Vibo Valentia | Calabria              |